# Michael Jackson: The Immortal World Tour
 (février 2020).
Si vous disposez d'ouvrages ou d'articles de référence ou si vous connaissez des sites web de qualité traitant du thème abordé ici, merci de compléter l'article en donnant les références utiles à sa vérifiabilité et en les liant à la section « Notes et références ».
Michael Jackson: The Immortal World Tour est le premier spectacle sur scène du Cirque du soleil faisant appel à la musique et aux idées de Michael Jackson ainsi qu'aux numéros acrobatiques qui caractérisent le style du Cirque du soleil. Il a été créé à Montréal en octobre 2011 et a tourné jusqu'en août 2014, avec 501 dates dans 141 villes différentes.
Un documentaire montrant les coulisses du spectacle a été diffusé pour la première fois sur Arte le 24 juin 2012.